# Coca Codo Sinclair
Coca Codo Sinclair es la planta hidroeléctrica más grande construida en Ecuador. Consta con embalse y desarenador. La central se construyó en el origen del curso fluvial del río Coca en la provincia de Napo, a unos 150 km al este de la capital del país Quito. Es la central hidroeléctrica más grande del Ecuador y la principal, al generar anualmente al menos una quinta parte de la energía eléctrica del país. En 2022, Coca Codo Sinclair generó 6.828,15 GWh, representando entre el 25% al 30% del total de energía producida en el país.
La obra fue construida por la empresa china Sinohydro, fiscalizada por un consorcio mexicano liderado por la Comisión Federal de Electricidad de México (CFE) y actualmente es operada por la Empresa Pública Estratégica Corporación Eléctrica del Ecuador, a través de una Unidad de Negocio específica para el complejo Coca Codo Sinclair.
Para el 2019 se conformó una comisión a cargo de gestionar el riesgo que el fenómeno de erosión regresiva puede representar a toda la infraestructura de sectores estratégicos que se ubica en la zona desde los años setenta. A pesar de las críticas que ha recibido la obra por la supuesta relación con la erosión regresiva del Río Coca y la desaparición de la cascada San Rafael, CELEC EP fue enfática en señalar que no existe una relación directa entre la construcción y operación de la central y que este fenómeno es estrictamente natural. De hecho, CELEC EP ha implementado medidas para proteger la infraestructura, minimizar su impacto en el medio ambiente y frenar este proceso.

## Historia

### Primeros estudios
En 1927 Joseph Sinclair, un geólogo petrolero norteamericano que recorría el río Coca, llegó a una curva pronunciada que fue bautizada luego por la población como Codo Sinclair. 
El Estado Ecuatoriano, a través del desaparecido Instituto Ecuatoriano de Electrificación –INECEL-, durante los años setenta y ochenta estudió, el enorme potencial hidroeléctrico existente en el Ecuador y las excelentes características hidroeléctricas de la cuenca del Río Napo, especialmente de su tributario, el Río Coca.
Entre 1956 y 1969 investigaron el potencial energético de los ríos Quijos y Salado, que sentaron las bases para el proyecto hidroeléctrico Coca Codo Sinclair. En 1976, el antiguo organismo responsable del sector eléctrico, INECEL, contrató los primeros estudios. Se formuló en ese entonces, el inventario energético de la cuenca de los Ríos Quijos y Coca, desde sus orígenes hasta el denominado Codo Sinclair, definiendo al aprovechamiento hidroeléctrico “Coca Codo Sinclair” como el proyecto hidroeléctrico más atractivo de esta cuenca y uno de los mayores proyectos de generación eléctrica con los que contaría el Ecuador. Entre 1987 y 1992 se definieron los parámetros y detalles de ejecución de la obra en los que finalmente se basó la construcción.
Los estudios pronosticaban 1200 MW de potencia y 4000 GWh de energía, pero estos estudios no contemplaron el avance del requerimiento energético que tendría el Ecuador. En años posteriores la demanda pasó a ser 4.500 MW de potencia y 27.600 GWh de energía actualmente. Además, el caudal y la potencia de caída bruta de 620m. hace posible la instalación de hasta 1.500MW que ofrece Coca Codo Sinclair.
Uno de los objetivos de la construcción de CCS en 2009 fue que el sector eléctrico del Ecuador incremente el porcentaje de energía renovable hasta el 95% (17 de mayo de 2023), en su mayor parte hidroeléctrica. En cuanto a la generación térmica o termoeléctrica (a diésel), el objetivo del plan energético dentro del que se construyó CCS fue que aquella se reduzca al 5%. Asimismo, se buscaba que reduzca el precio de la electricidad; Ecuador, años atrás, se caracterizó por tener una balanza negativa en las transferencias eléctricas al exterior. Además, sus constructores alegaron que al ayudar a dejar de lado a las centrales termoeléctricas se evitaría la emisión de 18 millones de toneladas de CO2.

### Contratación
El 3 de junio de 2010 se suscribió en Beijing el contrato EPC para construcción de esta obra.
El contrato suscrito entre la Empresa Pública Coca Codo Sinclair (actual Unidad de Negocio Coca Codo Sinclair de CNEL) y Sinohydro es de naturaleza EPC, una especie de contrato perteneciente al género de contratos "llave en mano". EPC (Engenieering, Procurement and Construction) es un tipo de contrato que se aplica en obras de gran escala y gran complejidad. Cabe destacar que en un inicio el contrato se estableció con Sinohydro (empresa internacional), para luego dar paso a Sinohydro Ecuador en 2009.
En los contratos "turnkey" o "llave en mano", la responsabilidad legal por el diseño, la idoneidad y el desempeño del proyecto corresponde al contratista.
La cláusula de resolución de disputas establece procedimientos técnicos y arbitrales, bajo legislación internacional y sujeto a cláusula de confidencialidad, además, de acuerdo con la legislación china y al ser una obra estratégica que exige tecnología de punta especializada, entre otras consideraciones, es declarada secreto de Estado.

### Construcción
En el 2008 se conformó la empresa Sinohydro Ecuador para la construcción del proyecto. En el 2009 se firmó el contrato para la construcción de la hidroeléctrica, entre el Estado ecuatoriano y Sinohydro Ecuador. En mayo del 2010 se firmó el contrato para dar inicio al proyecto, una vez que se consiguió el financiamiento con Export Import Bank of China. En julio del mismo año, inició la construcción del proyecto.
Su inauguración se realizó el 18 de noviembre de 2016, en la cual desde el ECU911 de Quito los presidentes de China y Ecuador la inauguraron simbólicamente.
Se estima que en su construcción se generó cerca de 7.739 fuentes de empleo directo.

### Operación
Desde 2015, Coca Codo Sinclair provee energía eléctrica al Sistema Nacional Interconectado de Ecuador. La primera turbina entró en operación de prueba el 15 de diciembre de 2015.
El 13 de abril de 2016, 4 turbinas entraron en operación, con una potencia combinada de 750 MWh.
El 19 de octubre de 2016, otras 2 turbinas iniciaron operaciones, de las cuales cada una genera 150 MW.
Las dos turbinas restantes fueron encendidas en la inauguración de 18 de noviembre de 2016.
En un día típico, Coca Codo Sinclair aporta 24.184 MWh que representa el 36% de toda la oferta de energía a nivel nacional. Mensualmente, representa 471.515 MWh, lo que representa el 28% de la oferta mensual. En un año, genera 20.042 GWh, representando el 25% de la energía anual.
Desde 2018, más del 80% de la energía eléctrica generada en el país proviene de fuentes renovables.
De acuerdo al catálogo de inversiones del Gobierno Nacional, la central genera anualmente 8.740 GWh y su operación y mantenimiento se estima en $14 millones al año.
Para el 2022, Coca Codo Sinclair aportó 6.820,15 GWh lo que representa entre el 25% al 30% de la producción energética del país.

## Características técnicas
El área hidrológica aportante del proyecto está constituida por la cuenca del Río Coca hasta el sitio Salado (sitio de presa), que cubre una superficie de 3 600 km². La cuenca está bordeada por la Cordillera Central con elevaciones como el Cayambe, el Antisana y otras menores.
El caudal promedio del río Coca en el sitio Salado (sitio de ubicación de las obras de captación) es de 292 m³/s, lo que corresponde a una contribución específica superior a 80 l/s/km². El caudal diario con una garantía del 90% del tiempo es de 127 m³/s.
El Proyecto Coca Codo Sinclair de 1500 MW, se estima es un proyecto con pocos efectos negativos sobre el ambiente; entre éstos se mencionan únicamente la posible penetración de colonos debido a la apertura de caminos de acceso a un área poco poblada, y la reducción de caudales en la cascada de San Rafael.
El área del proyecto incluye un centro eruptivo activo, el volcán El Reventador que se levanta sobre la orilla izquierda del valle del Coca, entre los valles del Salado y del Dué; el Río Malo forma el drenaje sur del volcán.
Con relación al proyecto contemplado en los estudios de factibilidad (1992), se pueden indicar que las obras de captación son las mismas que para el proyecto original; se instalarán 6 desarenadores en una sola etapa, el sistema de conducción varía de 2 túneles de 4.75 m. a un solo túnel de 8m de diámetro interno. Se mantiene el embalse compensador con una capacidad de almacenamiento mayor (880.000 m³). El diámetro de las tuberías de presión aumenta de 2×4.60 m a 2×5.80; se construye la casa de máquinas con tres bloques: en el primero se alojan la mitad de las unidades turbogeneradoras; el segundo para área de montaje y servicios auxiliares y el tercero para alojar la otra mitad de las unidades turbogeneradoras.
Coca Codo Sinclair está conformado por una obra de captación constituida por una presa de enrocado con pantalla de hormigón de 31.8 m de altura, vertedero con un ancho neto de 160 m, desarenador de 8 cámaras y compuertas de limpieza que permiten transportar el caudal captado hacia el Embalse Compensador a través de un  Túnel de Conducción de 24.83 km de longitud y un diámetro interior de 8.20 m, gracias a una caída de 620 m desde el embalse compensador a la casa de máquinas permitirá transformar la energía potencial en energía eléctrica a través de 8 unidades tipo Pelton de 187.5 MW cada una.

## Hitos de Coca Codo Sinclair
Coca Codo Sinclair superó su récord de producción eléctrica anual durante el estiaje de 2023, generando 7.078,96 GWh hasta noviembre.
En un periodo crítico de crisis energética del 2023, esta hidroeléctrica ha alcanzó un hito de producción, representando hasta un 57% de la energía hidroeléctrica del país.
Desde el inicio de la operación de la central, en 2016, hasta la fecha, ha generado 50.000 millones de kilovatios.
El 26 de noviembre de 2023, la central hidroeléctrica más grande del país contribuyó con el 50% de la generación limpia.
15.800 beneficiados con los proyectos sociales que se han desarrollado a la par de Coca Codo Sinclair.
La Asamblea Nacional a través de la Comisión de Fiscalización aprobó el informe de investigación de la crisis energética y en uno de sus puntos estableció "Reconocer el funcionamiento de Coca Codo Sinclair aportados en informes técnicos y en la visita a la central". La Presidenta de la Comisión, Pamela Aguirre declaró en rueda de prensa que "esperamos que el odio político no vuelva a contaminar a las obras que han hecho bien a los ecuatorianos y que nos han permitido tener luz".

## Polémicas

### Debate sobre la capacidad de generación eléctrica
Con el propósito de definir la mejor alternativa y la capacidad total del aprovechamiento Coca Codo Sinclair, el INECEL contrató los Estudios de Factibilidad, con el Consorcio de firmas consultoras: Electroconsult y Rodio de Italia, Tractionel de Bélgica y las Ecuatorianas Astec, Ingeconsult y Caminos y Canales, quedando definido el desarrollo del proyecto en dos etapas continuas, con capacidades de 432 y 427 MW, respectivamente, lo que sumaba 859 MW, según el estudio concluido en 1992. 
El Plan Maestro de Electrificación 2006-2015 contemplaba la realización de este proyecto en 2 etapas que sumaban los 859 MW inicialmente planteados.
El CONELEC consideró que si bien el proyecto, concebido inicialmente con una capacidad de 859 MW, permite el desarrollo del sector eléctrico, el incremento de la demanda y el alto costo de la generación actual, exige el desarrollo de un proyecto de mayor magnitud y capacidad de generación.
Se contrató a Electroconsult para que actualice los diseños del proyecto. Estos estudios concluyeron que se puede obtener 1.500 MW en una sola etapa. Electroconsult planteaba que con un factor de planta diario del 80%, la central podría operar a 1.464 MW por 4 horas, 1.171 por 15 horas al día y 937 MW las restantes 5 horas.
El entonces ministro de Electricidad, Alecksey Mosquera, defendió la decisión de diseñar y construir la obra para 1.500 MW alegando que los estudios no habían cambiado.
En 2018, The New York Times citó expertos que afirman que la capacidad de 1.500 MW se podría generar durante seis meses al año, por un número de horas al día.
Durante los primeros seis meses de 2020, la central ha generado 2.951 GWh, lo que implica 742 MW de generación diaria en promedio. A mayo de 2024, generaba 1.200 MW de generación diaria. Técnicos aseguran que el infra-desempeño se debe a que la central todavía está experimentando cierres y reparaciones con miras a la entrega final de la obra.
A septiembre de 2024, generaba 582 MW.
| Año  | Energía vendida por Coca Codo Sinclair |
| ---- | -------------------------------------- |
| 2015 | 144,31 GWh                             |
| 2016 | 3.264,01 GWh                           |
| 2017 | 6.242,65 GWh                           |
| 2018 | 6.488,44 GWh                           |
| 2019 | 6.730,56 GWh                           |
| 2020 | 7.140,27 GWh                           |
| 2021 | 6.969,58 GWh                           |
| 2022 | 7.202,46 GWh                           |
| 2023 | 8.376,23 GWh                           |

### Discrepancias sobre el costo de esta obra
1. Por un lado, investigaciones periodísticas estiman su costo en 2 700 millones de US dólares.[36] [35]
2. Otros reportajes suelen aumentar también $ 600 millones en las obras de elevar la potencia de las líneas de transmisión a 500 KV, para un gran total de $ 3 300 millones de US dólares.[36] Las líneas de transmisión son una obra diferente.
3. Para fines de financiamiento, el banco chino Eximbank, aportó 1 680 millones y requería del país una contraparte de cerca de 300 millones de dólares listos para el inicio de la construcción.[37]
4. En la investigación que lleva adelante la Fiscalía, denominada "Caso Sinohydro", se han recopilado pruebas en donde, supuestamente, se hablan de $76 millones en coimas, aproximadamente el 4% del valor de la obra, no obstante, esta investigación se encuentra en un proceso de indagación y de señalamiento de responsabilidades.[38]

### Financiamiento
El 5 de octubre de 2009, se suscribió el contrato EPC (ingeniería, procura y construcción) para el Desarrollo de Ingeniería, Provisionamiento de Equipos y Materiales, Construcción de Obras Civiles, Montaje de Equipos y Puesta en Marcha del Proyecto Hidroeléctrico Coca Codo Sinclair de 1.500 MW. El contrato fue por USD 1900 millones. El mayor financiador fue el banco chino Export-Import Bank of China, por USD 1.682,7 millones.
La obra se construyó con crédito externo de China e inversión pública de Ecuador. Durante 2010, las negociaciones para el crédito chino tuvieron discrepancias sobre las exigencias crediticias, que Rafael Correa consideraba más severas que las otorgadas por el Fondo Monetario Internacional.
Particularmente, Correa rechazaba someter las disputas por este crédito, inicialmente establecido en $1,7 billones, a resolución de arbitraje internacional. En diciembre de 2009, Correa rechazó públicamente las condiciones exigidas por China. En enero de 2010, la ministra de Finanzas viajó a China para suscribir un memorándum de entendimiento.
Su entonces vicepresidente, Lenín Moreno, facilitó acuerdos con el embajador chino para lograr un acuerdo entre las partes en marzo de 2010, al punto que en diciembre del mismo año el presidente Correa homenajeó al embajador en la casa presidencial. Una de las principales controversias era la garantía de pago exigida: Ecuador quería dejar en garantía la obra, mientras China quería garantías monetarias ejecutables, dado que la obra no puede ser embargada ni trasladada.
El 4 de agosto de 2016, se modificó las condiciones financieras del contrato de crédito, subiendo su monto del inicial $1.682 millones a $1.979.700.000,oo, ampliando el período de desembolso hasta 73 meses posteriores a la fecha efectiva de operación de la central (antes era 66 meses), condición crediticia all-in-cost y una mayor tasa de interés, que pasó del 7,29% anual al 7,35% anual.
El costo final de la obra ascendió a $2.245 millones, por lo que el financiamiento chino representa el 80% de la obra.
El Gobierno de Lenín Moreno estimó los gastos de construcción en $2.850 millones, por lo que la diferencia podría deberse a los gastos incurridos para su completo funcionamiento.
En 2020, el gobierno ecuatoriano renegoció cuatro créditos con Eximbank de China que financiaron cuatro proyectos: Coca-Codo Sinclair, Paute-Sopladora, Minas-San Francisco y Línea de transmisión de 500 kW. Aunque no se especifica el monto total del crédito del proyecto Coca-Codo Sinclair, el diferimiento de pagos previstos entre 2020 y 2021 por los cuatro créditos suma $ 417 millones. Las condiciones originales no se alteraron y la tasa promedio ponderada de esas cuatro operaciones es 6,44%. Los cuatro créditos representan el 84,2% de toda la deuda bilateral con China, que se calcula a julio de 2020 en $5431 millones.

### Demora en la construcción
El 5 de octubre de 2009 se suscribió el contrato de EPC (ingeniería, procura y construcción) del proyecto a 66 meses (5 años y medio). 
La obra inició el 28 de julio de 2010.
Tras varias prórrogas aprobadas, la operación inicial debía cumplirse el 22 de septiembre de 2015. Un examen de la Contraloría General del Estado, por el período de septiembre de 2012 a 15 de diciembre de 2015, calculó las multas por $81,175.000 entre multas por incumplimiento en plazos  más otros incumplimientos como ajustes de precio del contrato, aumentos del personal no justificados y costos adicionales de consultoría no justificados y contratos complementarios no justificados, que totalizaban $112 millones.
El martes 9 de septiembre de 2014, el entonces presidente Rafael Correa visitó la obra, anunció que debía estar terminada en febrero de 2016 y dispuso que se impongan multas si la obra se demoraba más. Calculó en $1,2 millones el lucro cesante diario, dispuso cobrar todas las multas por demoras y prohibió a los funcionarios otorgar nuevas prórrogas. La demora fue atribuible a la calidad arenosa de la montaña, lo que demoró el avance de la tuneladora.
Un segundo examen de Contraloría, por el período del 16 de diciembre de 2015 al 30 de abril de 2018, calculó pérdidas por $78,2 millones por multas no impuestas. El mismo examen estima en $27,779.406,57 las pérdidas por falta de comercialización de energía debido a las demoras en construcción.

### Accidentes laborales
El 13 de diciembre de 2014 hubo un accidente con 13 muertos, de los cuales diez fueron ecuatorianos y tres chinos. Así, el desastre fue provocado por el derrumbe de un túnel en la sala de máquinas.
Trabajadores fallecidos en este accidente:
1. Ortega Rendon Carlos Ariel (Nueva Loja, Barrio Arazá)
2. Hidalgo Morales Darwin Pedro
3. Soto Soto Segundo Guillermo (Reventador, recinto San Francisco)
4. Aguinda Andi Ramón José
5. Alvarado Andi Walter (Cascales, recinto Los Ángeles)
6. Guaiga Jaime
7. Shiguango Narváez Byron Benjamín (Tena)

La víctima 14, Mauricio Ríos Anchundia (Milagro, Guayas), falleció en enero de 2015. Además hubo 12 heridos.
En diciembre de 2014, la Fiscalía General del Estado abrió una investigación por este accidente pero seis meses más tarde, la investigación fue archivada.
El 12 de enero de 2015, asambleístas visitaron la obra y recibieron quejas de obreros.

### Asentamiento tras su entrada en operación
Durante los primeros meses de operación, se detectaron fisuras en su infraestructura. Para recibir formalmente la obra, CELEC EP ordenó realizar una inspección que halló otras inconformidades. 
El 14 de noviembre de 2018, la Contraloría General del Estado presentó el borrador del informe de auditoría donde señala fallas técnicas que dicha entidad de control avalúa en $3.200 millones, porque estimaba que debía construirse una nueva casa de máquinas, cuyo costo de construcción ascendió a 1.010,8 millones.
La constructora contrató a su costo a la empresa alemana TÜV SÜD Atisae SAU para verificar el estado de la obra y estimar sus soluciones. Esta revisión posterior se presupuestó en $1 millón y una duración de un año. TÜV SÜD inició su análisis desde diciembre de 2018.
Desde el 20 de mayo de 2019, la empresa china Harbin Electric International, fabricante de las estructuras, realiza las reparaciones recomendadas por la empresa alemana TÜV SÜD. Tras estos arreglos, CELEC EP podrá recibir de manera definitiva la obra y se espera que esté garantizada una vida útil de 50 años del proyecto.
Se prevé que la reparación de distribuidores y otros arreglos a cargo de la constructora culminen en diciembre de 2021, cuando CELEC recibirá formalmente la obra.

### Salidas de operación
En tres ocasiones, la central más potente del país salió de operación de manera inesperada, dejando sin luz al país.
El jueves 20 de octubre de 2016 hubo apagones. El diario público El Telégrafo presentó expertos que negaron la relación entre tales apagones y la entrada en operación de dos de las turbinas de la central Coca Codo Sinclair.
Entre el 8 y 9 de octubre de 2018, estuvo fuera de operación y se produjeron múltiples apagones.
Entre el 15 y 16 de julio de 2019, estuvo fuera de operación.

### Demora en las obras de transmisión eléctrica
La oferta de miles de kilovatios adicionales obligó al país a instalar un nuevo tendido eléctrico de 500 KV. El 26 de julio de 2013, CELEC contrató con la empresa china Harbin Electronic Internationcal Co. Ltda. el contrato 035-2013 para el diseño, suministro y construcción de las obras del proyecto "Sistema de Transmisión de 500 KV y Obras asociadas" por un monto de $599'097.509,oo, contratada con una línea de crédito N° 14103020520142|1795 otorgado por la República Popular China.
Sin embargo, esta obra demoró por lo que durante más de tres años, la energía del complejo Coca Codo Sinclair no abastecía a Guayaquil. El sistema de transmisión de 500 KV y 900 kilómetros de longitud finalmente se inauguró el 13 de junio de 2019.  La obra se paralizó desde 2016 a causa de problemas de negociación con comunidades indígenas en Tisaleo, Tungurahua. Cuando finalmente se logró un acuerdo con los indígenas por donde debía pasar el tendido, el crédito chino había perdido vigencia.

### Auditorías de Contraloría General del Estado
La Contraloría General del Estado ha aprobado dos auditorías con responsabilidades: los informes DNA8-0001-2019 y DAPyA-0032-2016 hallaron: incumplimientos de las cláusulas contractuales; fallas estructurales reflejadas en 7.648 fisuras en los distribuidores de las unidades de la central hidroeléctrica; defectos en las unidades de generación; y en la fase contractual, se ampliaron plazos y no se cobraron multas por 80 millones de dólares a la empresa Sinohydro. Se han impuesto multas administrativas a 27 empresas y funcionarios, incluyendo a la constructora Sinohydro, al consorcio fiscalizador CFE-PYPSA-CVA-ICA, al ex gerente de Coca Codo Sinclair y a funcionarios responsables. El total de multas asciende a $ 170'880.285.

### Caso Sinohydro: Coimas mediante consultorías sin sustancia económica
El Servicio de Rentas Internas rechazó como gastos deducibles de la constructora Sinohydro varios conceptos, incluyendo consultorías y servicios por cerca de $18,36 millones prestados por una empresa ubicada en paraíso fiscal, Recorsa SA y a otra empresa ubicada en Ecuador, Comercial Recorsa C.A. (Ecuador), ambas de propiedad de Conto Patiño, cuya hija, María Auxiliadora Patiño, consta como titular en una compañía panameña INA, que compró muebles clásicos en Ginebra en Moinat SA Antiques, los cuales fueron ubicados y usados en el departamento ubicado en Quai Wilson 45 1201, Ginebra, residencia del entonces Enviado especial del Secretario General de la Organización de Naciones Unidas sobre Discapacidades, Lenín Moreno, valorados en $19.000.
El 14 de julio de 2013, Miguel Macías y Ma. Auxiliadora Patiño escribieron un correo electrónico a Song Dong Sheng, representante de Sinohydro en Ecuador, para describir detalles de la distribución de recursos a los involucrados en tramas de corrupción de línea de transmisión de 500 kV y línea de metro de Quito.
Tampoco se reconoció como deducible una factura por servicios profesionales por $1,68 millones a favor de Conto Patiño Martínez.
La no deducibilidad de estos gastos está impugnada ante la Función Judicial por el contribuyente Sinohydro. El contribuyente Recorsa SA ha impugnado asimismo la no admisión de gastos deducibles por parte del SRI. Su caso está en Corte Nacional de Justicia, tras haber sido archivada la impugnación por no haber consignado el 1% del monto en disputa.
En total, el SRI emitió glosas que suman $198 millones contra el contribuyente, tras varias auditorías tributarias por los ejercicios fiscales 2010 a 2013. Algunos de los montos disputados incluyen: un pago de un seguro por $172,5 millones, pues el crédito del gobierno ecuatoriano incluía un seguro y los pagos a Conto Patiño y sus empresas.
Entre marzo y mayo de 2019, la Fiscalía General del Estado solicitó información a la sucursal ecuatoriana de Sinohydro, quien contestó que tiene prohibido entregar la información solicitada invocando la Ley de Protección de Secretos de Estado de la República Popular China y que si la Fiscalía quería esos documentos debía pedirlos bajo el amparo de la Ley de Asistencia Judicial de China.
El 25 de junio de 2019, la Asamblea Nacional aprobó un informe de fiscalización sobre el tema, donde se dispuso lo siguiente:
- Que la Fiscalía General del Estado investigue vinculaciones de la familia presidencial con la creación de empresas en paraísos fiscales.
- Que la Contraloría General del Estado audite el origen y justificación de las transferencias realizadas por Sinohydro a Conto Patiño y sus empresas.
- Que el Servicio de Rentas Internas realice investigaciones y determinaciones tributarias, tanto a Sinohydro como a Comercial Recorsa C.A. (Ecuador) y demás empresas relacionadas con Conto Patiño Martínez: Construkempo SA, Industursa SA, Inmoklase SA, Lorsudeg SA y Multidiseño SA.
- Que la Unidad de Análisis Financiero investigue las operaciones financieras de Edwin Moreno Garcés, Xavier Macías Carmigniani y María Auxiliadora Patiño.

En su pedido de vinculación, la Fiscalía General del Estado imputa a la familia de Moreno la apropiación de $655.000 en pagos corruptos al núcleo cercano de Lenín Moreno, su esposa Rocío González ($220.000 mediante un departamento en España y finos muebles), su hermano menor Edwin Moreno (quien habría recibido $350.000), otro hermano, una hija (Irina Moreno González habría recibido $50.000 por concepto de retratos famliares), dos cuñadas y una consuegra.
Xavier Macías Carmigniani, a través de su empresa Ginepri S.A. ha girado cheques a favor de Irina Moreno, Edwin Moreno y de Cai Runguo, ex embajador chino en Quito (2007-2011) y ex representante legal de Sinohydro (2013-2018) por montos de entre $40.000, a los dos primeros y $10.000 el último.
El 22 de febrero de 2023, la Fiscal General del Estado, Diana Salazar, solicitó fecha y hora para la audiencia de vinculación en el caso denominado "Sinohydro" a Lenin Moreno, su esposa, sus hijas y otras 33 personas, por formar parte de una trama de sobornos escondidos en consultorías pagadas pero materialmente inexistentes. La teoría del caso de Fiscalía es que funcionarios gubernamentales se beneficiaron de un cohecho del 4% de la cuantía del contrato, inicialmente estimada en $1.979 millones. Por tanto, estima que $76 millones fueron desviados a pagos indebidos bajo la figura de consultorías u otros servicios no realmente prestados, o incluso hasta $ 80 millones.El 7 de noviembre de 2024, el medio de comunicación La Posta difundió una conversación entre la Fiscal General Diana Salazar y el asambleísta Fernando Villavicencio, en el año 2023, donde la Fiscal General afirma que han encontrado el rastro de $ 35 millones, pero que estiman en $ 80 millones el desfalco.
El 5 de marzo de 2023, el Tribunal Penal de la Corte Nacional de Justicia acogió el pedido de Fiscalía para involucrar a 37 personas, incluyendo a Lenín Moreno. Moreno debía presentarse cada 15 días ante la Función Judicial desde el 20 de marzo de 2023. Debido a que no asistió, Fiscalía ha solicitado certificar su ausencia para pedir prisión preventiva.
El 2 de junio de 2023, la Procuraduría General del Estado presentó su acusación particular contra 18 de las 37 personas acusadas por Fiscalía. La Procuraduría hace suya la teoría del caso de Fiscalía, y considera que la cuantía del delito asciende a $ 76 millones de dólares. Los 18 acusados son: Lenín Moreno Garcés, Rocío González de Moreno, Irina Moreno González, Guillermo Moreno Garcés, Edwin Moreno Garcés, Conto Patiño, Xavier José Macías Carmigniani, María Auxiliadora Patiño Herdoíza, Juan Carlos Patiño Herdoíza, Patricia de las Mercedes Patiño Herdoíza, Manuel Ignacio Patiño Herdoíza, Luciano Enrique Cepeda, Henry de Jesús Galarza, Cai Runguo, Yango Huijun, Song Dongsheng, Wu Yu y Liu Aisheng.
Finalmente, Fiscalía presentó dictamen acusatorio contra 25 personas y abstentivo de acusación contra otras 15. El registro de transferencias realizadas desde la cuenta de la empresa Recorsa en la cuenta Canalbank de Panamá acumula un total 463 personas: Conto Patiño pagó los gastos educativos, de turismo y de manutención de todos sus hijos y nietos, además de 60 pagos realizados a figuras y organizaciones de la Iglesia Católica que suman $ 800.000. Entre los beneficiaros, el arzobispo emérito de Quito, Fausto Trávez, cobró dos cheques, que suman $ 240.000. Durante la instrucción fiscal, el arzobispo informó que ambos cheques se destinaron a obras de las Misioneras Franciscanas de la Juventud, ubicada en Salcedo. También recibió donativos Sor Inés Villagómez, de la Orden de la Providencia e Inmaculada Concepción, quien recibó 20 cheques que suman $ 30.000.
Comercial Recorsa recibió en una cuenta bancaria en Panamá el 4% del contrato de la construcción de la hidroeléctrica, arguyendo un contrato de consultoría el 28 de noviembre de 2007. No obstante, el Gobierno ecuatoriano lanzó la convocatoria internacional para licitar esa obra recién en septiembre de 2008. La Fiscalía presentó testimonios de trabajadoras de la compañía Recorsa, quienes confirmaron que la firma no se dedica a consultorías ni tuvo como clientes a Sinohydro ni a Coca Codo Sinclair.
Con los recursos que Recorsa recibió en Panamá, se pagaron: constitución de empresas de fachada, pago de universidades extranjeras, compra de vehículos de alta gama e inmuebles dentro y fuera del país. En concreto, Conto Patiño puso a nombre de su empresa un Porsche Cayenne avaluado en $112.000, un Lexus valorado en $90.000 y un Mercedes Benz S400 híbrido; así como puso a nombre de Inversiones Larena una mansión avaluada en $ 3 millones en Salinas, Sector San Lorenzo, av. Malecón Lote Ay3F.
Armar este expediente requirió diez asistencias penales internacionales, 89 impulsos fiscales, 390 solicitudes de información y 14 meses de investigación.
El 14 de junio de 2023, el Tribunal Penal aceptó la petición de Fiscalía de incorporar tres nuevas acusadas al juicio, quienes habrían participado en distintas formas para mover el dinero proveniente de Sinohydro que recibió Recorsa. Con esta vinculación de nuevos procesados, el tiempo para la instrucción fiscal se prolonga.
El 23 de abril de 2025 fueron detenidos en Panamá con fines de extradición, María Victoria Patiño y José Xavier Macías, acusados de formar parte de la trama.

### Colapso de la Cascada San Rafael y erosión regresiva en el Río Coca

#### Colapso de la cascada San Rafael
El 2 de febrero de 2020, la Cascada San Rafael, un atractivo turístico de la provincia de Napo, cedió hacia atrás, quedando reducida en gran medida. No hay consenso sobre las causas del colapso de esta cascada, debido a que hay un volcán cercano en erupción continua, el Reventador. Cabe considerar que el gerente general de CELEC, Gonzalo Uquillas fue enfático en señalar que la desaparición de la cascada San Rafael no existe una relación directa entre la construcción y operación de la central hidroeléctrica Coca Codos Sinclair y que es un fenómeno estrictamente natural. De hecho, CELEC ha implementado varias medidas para proteger la infraestructura, minimizar su impacto en el medio ambiente y frenar este proceso.

#### Hechos después del colapso
El 7 de abril de 2020, el Río Coca sufrió un socavamiento relacionado con el colapso de la cascada San Rafael causando una rotura de los oleoductos Sistema de Oleoducto Trans Ecuatoriano y Oleoducto de Crudos Pesados, lo que provocó un derrame de un estimado de 16.000 barriles de crudo que afectaron a 41.000 habitantes de 108 poblaciones, incluyendo las ciudades de Orellana, Aguarico y Orellana, que se quedaron sin agua potable por varios días. Hasta septiembre de 2020, las empresas que operan ambos oleoductos habían destinado $20 millones a obras de reparación.
Las causas y efectos de este fenómeno están siendo aún estudiados, sin embargo, Luis Ventanilla, el viceministro de Electricidad en 2020, aseguró que la central hidroeléctrica no corre un riesgo inminente, "ni a mediano o largo plazo con este problema que ocurre en la cuenca del río Coca”.
De acuerdo con las investigaciones que se han realizado en estos últimos años, la erosión regresiva en el río Coca fue el principal causante del colapso de la cascada San Rafael.

#### Erosión regresiva
En este mismo año, CELEC contrató a Lombardi Andina, Terra Hidro y Kawsus para estudiar el fenómeno y plantear obras de mitigación. Sin embargo, pese a estas investigaciones, el titular de CELEC en 2023 ratificó que la central hidroeléctrica no tiene relación con este fenómeno natural. 
Luis Gualle, vecino del sector, refiere que antes del terremoto de 1987 en el sector, la geografía del río no era así, aludiendo que se trata de tierra deleznable que se ha acumulado en los últimos treinta años a causa de la erupción constante del volcán Reventador.
Hasta junio de 2020, el socavamiento ha retrocedido las riberas del río Coca en 2.600 m, pero desde el 15 de mayo, el avance de este socavamiento se ha ralentizado, a 100 m en total. Actualmente, se está socavando el lecho del río Montana, tributario del Coca. 
Desde el 26 de junio de 2020, el socavamiento se ha acelerado. En 5 meses (febrero-junio de 2020), la erosión del río ha avanzado 3,5 kilómetros.
El 23 de octubre de 2020, la erosión alcanzó la vía Quito-Lago Agrio, eliminando un puente. Las obras de mitigación instaladas días atrás no detuvieron la velocidad del río y fueron desplazadas por el caudal.
Hasta el 6 de diciembre de 2020, la erosión avanzó 7,6 kilómetros y se encuentra a 11,2 kilómetros de la Central. El Bureau of Reclamation de Estados Unidos recomienda reubicar los oleoductos SOTE y OCP, la vía Baeza Lago Agrio y el poliducto Shushufindi-Quito, en lugar de las obras de remediación propuestas por CELEC.
El 19 de julio de 2021, la erosión regresiva se ha detenido durante 469 días según lo determina CELEC EP. Todo esto significa que más de quince meses que no hay avance de dicha erosión.

#### Erosión regresiva en 2021
El 25 de febrero de 2021 se desfogó una represa en el río Coca, lo que motivó activar comités de emergencia de las autoridades locales. Ese día la central hidroeléctrica fue apagada para evitar que el agua con sedimento entre a la casa de máquinas de la central.
El 30 de mayo de 2021 la comunidad de San Luis, cantón El Chaco advirtió riesgo de derrumbe por la continua erosión regresiva.
El 21 de julio de 2021 se detuvo el fenómeno de retroceso del caudal. CELEC contrató la construcción de pantallas bajo un diseño italiano con objeto de disminuir la velocidad del caudal, pero la cooperación estadounidense plantea una diferente estrategia constructiva de retención del caudal, con menos tiempo y costo. La actual gerencia de CELEC no ha confirmado la continuación de las obras anteriores, ni la transición a la nueva propuesta.

#### Erosión regresiva en 2022
Durante 2022, se reinició la erosión regresiva de la cuenca del Río Coca. Al 5 de diciembre de 2022, se determinó que la erosión regresiva se encontraba a 7,7 km de distancia de las obras de captación de la central hidroeléctrica.
La erosión en el río Coca se reactivó el 5 de diciembre de 2022.

#### Erosión regresiva en 2023
El domingo 12 de febrero de 2023, el comunero Enrique Vallejo falleció producto de haber sido arrastrado por un nuevo episodio de la erosión regresiva, que se llevó parte de la vía E45 que une las poblaciones de San Luis y El Reventador. A partir de entonces, los vecinos de San Luis se trasladaban en tarabita, pero ese medio de transporte también sucumbió ante la erosión regresiva, obligando a la Policía a evacuar a los usuarios de la tarabita.
El miércoles 22 de febrero de 2023, la erosión regresiva se llevó el puente sobre el río Marker, afluente del río Coca. Ese día se suspendió el bombeo de petróleo por precaución. Tras las obras de reparación, el SOTE volvió a bombear crudo el 1 de marzo de 2023.
El gobierno de Guillermo Lasso ha informado que se han invertido $8 millones en reparaciones para construir una torre de soporte tipo H y un sistema de anclaje para verificar que cables y tuberías del SOTE y del Poliducto, sobre el río Marker, se aseguren y funcionen como un puente colgante. La infraestructura de protección se construyó a 1,2 kilómetros aguas abajo de las obras de captación.
En 2023, Ecuador ha recibido la cooperación internacional del Cuerpo de Ingenieros del Ejército de Estados Unidos para validar el diseño de las columnas para proteger la obra, y del Departamento de Agricultura de EE. UU. para realizar estudios de erodabilidad, sobre la capacidad del suelo para erosionarse.
Durante 2023, CELEC EP está construyendo una pantalla de concreto que evite el avance de la erosión. Esta obra está presupuestada en $12 millones. Se espera que entre en operación en mayo de 2023.

#### Erosión regresiva en 2024
A 2 de julio de 2024, el frente de erosión estaba a 6,1 km del túnel de conducción. Estudios advierten que la erosión puede llegar a las obras de captación entre dos a cinco años.

### Concesión de operación
El gobierno del expresidente Lenín Moreno anunció la intención de delegar la operación de la obra, así como de la Central Sopladora. Al momento no se ha iniciado un proceso formal de concesión.
El gobierno del expresidente, Guillermo Lasso a través del Ministro de Energía Fernando Santos Alvite ha manifestado que aspira delegar las operaciones de Coca Coco Sinclair a la empresa contratista, Sinohydro Corporation. Hacer efectiva esta delegación traería réditos para Ecuador, ya que China está dispuesta a pagar 2.000 millones de dólares que se podrían invertir en varios sectores estratégicos.

### Calidad constructiva
Un informe CCS-SGT-2021-IT-0095 sobre la reparación a los distribuidores de las unidades 5 y 8 de la central enumera los defectos en esos distribuidores, atribuyendo su calidad al incumplimiento del estándar ASME. No obstante, luego de estas primeras versiones se determinó que la calidad estándar no puede ser aplicada a China que trabaja con materiales de parámetros diferentes, además,  el informe realizado por la empresa alemana, TÜV SÜD  sostiene que "el material empleado finalmente fue de grado Q500D… es más o menos 100% copia de la especificación europea EN 1025-6…”. Por otro lado, este mismo informe afirma que “… los resultados de las pruebas del material base se encuentran dentro de los valores requeridos por la especificación…”.
Asimismo, esta empresa recomendó reparar las fisuras mediante el método Temper Bead. Las alternativas de solución serían recubrir con fibra de carbono los distribuidores actuales o construir nuevos distribuidores.
En 2014, se identificaron 7.648 fisuras, antes de que entre en operación la central en 2016. Desde el 2015 hasta el 2021 se han realizado reparaciones y mantenimientos a las fisuras. 
La supervisión de Coca Codo Sinclair y el inspector certificado por ASME afirman que los documentos de tratamiento término post soldadura no serían auténticos.
Actualmente la obra no ha sido recibida a conformidad y se ha planteado un arbitraje internacional para determinar las responsabilidades sobre la construcción. Los arbitrajes internacionales son reservados.
El 13 de mayo de 2022, el embajador chino en Ecuador visitó la central hidroeléctrica para observar su funcionamiento actual.
En agosto de 2022, CELEC EP informó que el Cuerpo de Ingenieros del Ejército de EE. UU. realizaría una inspección a la central, para observar su funcionamiento técnico. Se trata de una misión distinta de aquella que evaluó la erosión regresiva del río Coca, en julio de 2021.
CELEC EP ha solicitado al Cuerpo de Ingenieros del Ejército de EE. UU. una nueva inspección a la central en 2023.
De acuerdo a los informes presentados por la Junta Combinada de Disputas (JCD) y por la empresa alemana, TÜV SÜD se determina que los defectos en los distribuidores no crean un riesgo de colapso catastrófico, ni que exista la posibilidad de ruina en la central, tampoco hay un riesgo a la seguridad y la salud del personal.

### Disputa sobre entrega recepción
El 17 de mayo de 2022, CELECP EP planteó un arbitraje en contra de Sinohydro, por defectos constructivos en los distribuidores. Como antecedente, y según la cláusula contractual, CELEC EP activó una Junta Combinada de Resolución de Disputas, que en agosto de 2020 falló a favor de Sinohydro, en la soldadura de los distribuidores, solución que no satisface a CELEC EP.
Las partes han iniciado negociaciones para que la firma constructora se haga cargo de la obra, la opere y arregle, y cobre la electricidad que genera, como un proveedor del mercado eléctrico mayorista. La sesión de negociación prevista para 15 de marzo de 2022 se pospuso por el involucramiento de Sinohydro en una investigación de Fiscalía.

## Propuesta china para conciliación de controversias constructivas
En reunión con el presidente Guillermo Lasso, la constructora Sinohydro ofreció recibir de regreso la obra, repararla y operarla, vendiendo energía al sistema interconectado.
Se anunció que en febrero de 2023 llegarán a Ecuador técnicos de Sinohydro para inspeccionar la planta y plantear una propuesta.